# Subregión de la Sierra (Tabasco)

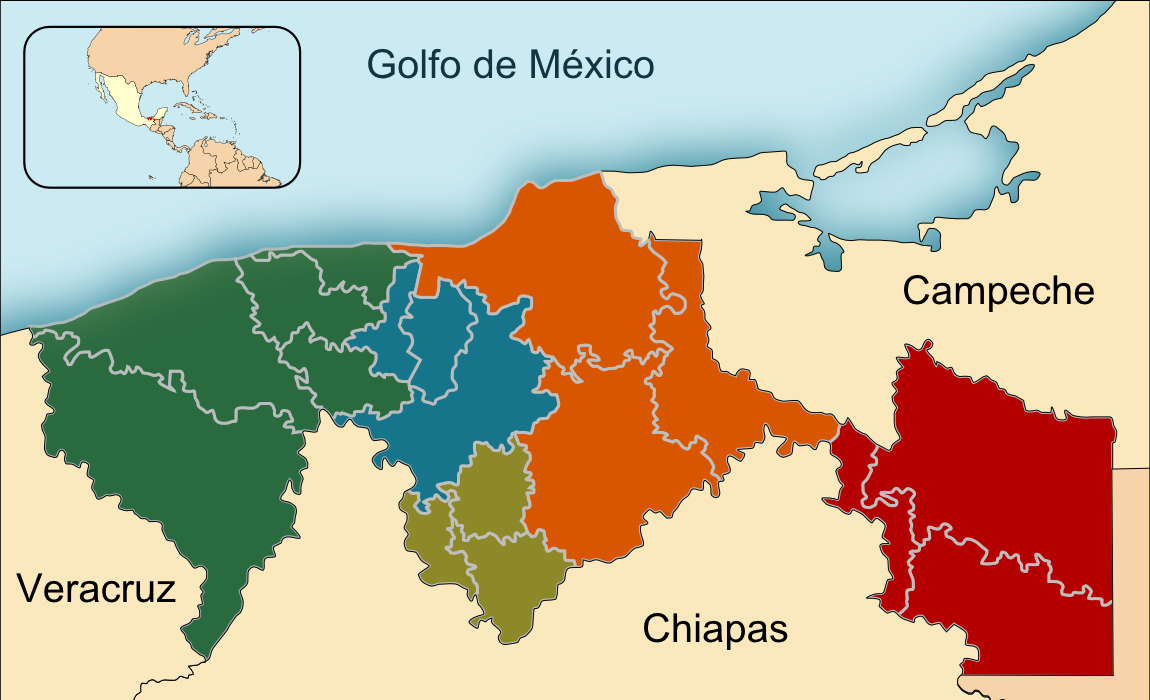
Subregiones productivas de Tabasco:
La Chontalpa
Centro
La Sierra
Pantanos
Los Ríos

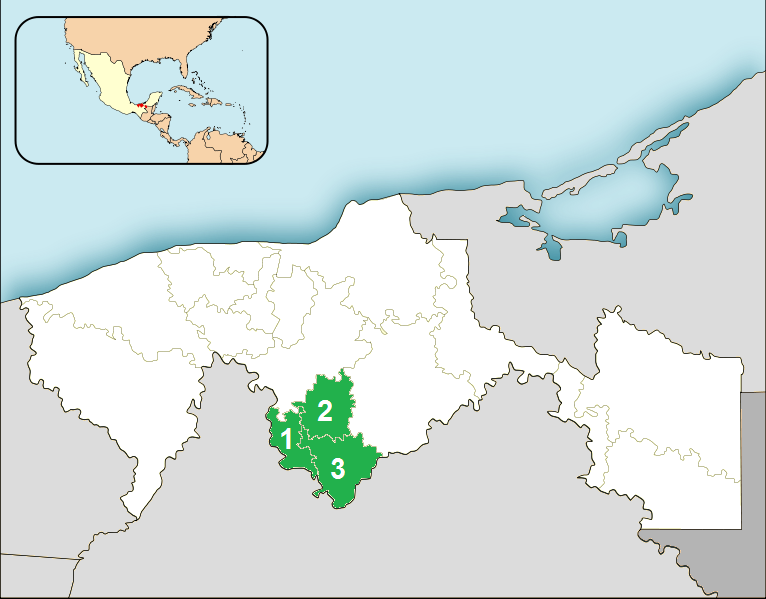
Municipios de la Subregión de la Sierra: 1)Teapa 2)Jalapa 3)Tacotalpa.

La Sierra es una de las regiones productivas en las que se divide el estado de Tabasco, en México. Como su nombre lo indica, la Sierra es la zona más montañosa del estado y la más lluviosa; se localiza en el Sur del estado, en el límite con el estado de Chiapas.
Esta subregión se encuentra dentro de la región hidrográfica del río Grijalva; a la que también pertenecen la Chontalpa y el Centro. Su superficie es de 1.799,38 km², lo que representa el 7,35% del total del estado; y su población, según cifras del INEGI era de 119.825 habitantes en el año 2000, es decir, el 6,33% de la población total de la entidad.
Está formada por tres municipios, ubicados en la parte centro-sur del estado: Jalapa, Tacotalpa y Teapa; aunque en algunos textos, en los que se sigue considerando la anterior división del estado en cuatro subregiones (no existía la subregión de los Pantanos), se incluye el municipio de Macuspana, que se considera perteneciente a la subregión de los Pantanos.
La geografía de estos municipios concuerda más con la de la Sierra Madre de Chiapas que con la del resto de Tabasco pues, mientras que el relieve tabasqueño se caracteriza por ser plano y regular, esta zona presenta una gran concentración de elevaciones, ninguna de ellas mayor a los 1000 m s. n. m., el clima también varía en esta subregión, presentándose en la sierra algunas de las mayores precipitaciones anuales del país.
- En total son 5 subregiones, así son más fáciles de localizar.

- Datos: Q6134892